# Avianca Ecuador

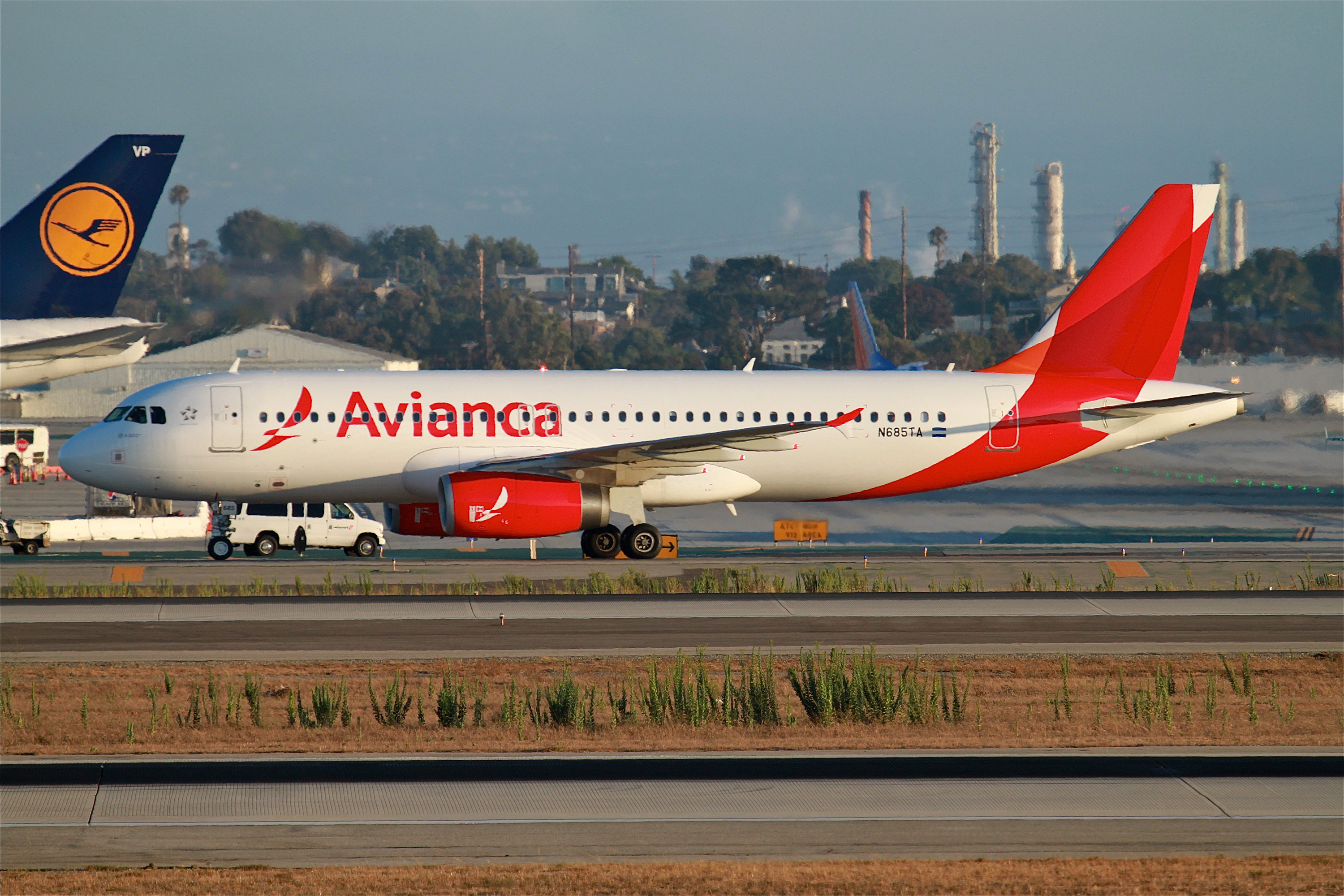
Avianca Ecuador Airbus A320

Avianca Ecuador (tidigare känd som Aerogal) är ett ecuadorianskt flygbolag med sin bas i Quito, Ecuador. Flygbolaget flyger med Airbus A319-100 och Airbus A320-200. Avianca Ecuador grundades 1986 som Aerogal, men bytte 2014 då man 2009 hade blivit ett dotterbolag till det colombianska flygbolaget Avianca. 
Flygbolaget erbjuder passagerar- och fraktflygningar inom Ecuador, bland annat till Galápagosöarna samt utrikes till Aruba, Bolivia, Peru, Panama och Colombia. 
Gabriela Sommerfeld Rosero är flygbolagets verkställande direktör.

## Destinationer
- Aruba
  - Oranjestad - Drottning Beatrix internationella flygplats
- Bolivia
  - La Paz - El Alto International Airport
  - Santa Cruz de la Sierra - Viru Viru International Airport

- Colombia
  - Bogotá - El Dorados internationella flygplats
  - Cali - Alfonso Bonilla Aragon International Airport

- Ecuador
  - Baltra Island - Seymour Airport
  - Coca - Francisco De Orellana Airport
  - Guayaquil - José Joaquín de Olmedos internationella flygplats
  - Quito - Mariscal Sucre International Airport
  - Manta - Eloy Alfaro International Airport
  - San Cristóbal - San Cristóbal Airport
- Panama
  - Panama City - Tocumen International Airport
- Peru
  - Lima - Jorge Chávez International Airport

## Flotta
Denna flotta hade Avianca Ecuador i oktober 2016:
| Flygplan        | Antal |
| --------------- | ----- |
| Airbus A319-100 | 5     |
| Airbus A320-200 | 4     |